# Auguste Bonte
Auguste Bonte, né le 2 juin 1853 à Lille (Nord) et décédé le 25 juillet 1916 à Lambersart (Nord), est un homme politique français.

## Biographie
Négociant, juge au tribunal de commerce de Lille, maire de Lambersart, il est conseiller d'arrondissement, président du conseil d'arrondissement, puis conseiller général du Nord.
Il est député de la 2e circonscription de Lille  de 1902 à 1906, inscrit chez les républicains progressistes.
En 1914 il refuse de faire confectionner par ses administrés des sacs de toile destinés à être utilisés dans les tranchées allemandes.
Il est arrêté par l'occupant et meurt des suites de mauvais traitements infligés pendant sa détention.

## Distinctions
- Chevalier de la Légion d'honneur par décret du 30 décembre 1909[2].

## Hommage
- Une rue de Lambersart et de Lille porte son nom.

## Sources
- « Auguste Bonte », dans le Dictionnaire des parlementaires français (1889-1940), sous la direction de Jean Jolly, PUF, 1960 [détail de l’édition]